# Genc
Genc (ˈɡenʦ) ist ein albanisch-illyrischer männlicher Vorname. Die Herkunft des Namens ist auf einen illyrischen Herrschers namens Gentius zurückzuführen.
Der Name ist nicht zu verwechseln mit dem türkischen Personennamen Genç.

## Namensträger

### Vorname
- Genc Ruli (* 1958), albanischer Politiker
- Genc Tomorri (* 1960), albanischer Fußballspieler und -trainer

### Familienname
- Laia Genc (* 1978), deutsche Jazz-Pianistin
- Julijana Beli-Genc (* 1952), serbische Germanistin